# Ragga hip hop
 Ragga hip hop o raggamuffin hip hop (también denominado: ragga rap, raggamuffin rap)es un género de fusión que combina elementos de la música ragga y hip-hop.
El artista británico de origen jamaiquino Shinehead, es considerado el pionero de este estilo musical con su sencillo "Who the Cap Fit" en 1986 incluido en el álbum independiente Rough And Rugged, aunque el dúo formado por el cantante de raggamuffin jamaicano Daddy Freddy con el rapero y productor Asher D, se acreditan a menudo haber creado el género con el álbum homónimo Raggamuffin Hip-Hop.

## Orígenes
Aunque las historias sobre el hip-hop comienzan reconociendo al DJ jamaicano Kool Herc como su padre fundador, se argumenta que si los jamaicanos hubieran dejado de mudarse a Nueva York y contaminado el hip-hop con acentos caribeños, el raggamuffin no se habría desarrollado de esa manera. La mezcla entre reggae y rap siempre ha estado presente desde el principio, ya que se originó gracias al aporte de una forma de reggae por parte de DJ Style, a principios de los años 1970, del que heredó el estilo hablado. Una mirada más cercana confirma las obvias similitudes entre el hip-hop y el reggae.
Después del lanzamiento del sencillo Delight (1979) del grupo de rap The Sugarhill Gang, DJ Style y los primeros artistas de dancehall Welton Irie y General Echo volvieron a grabar sus propias versiones de la canción en un tono reggae, los raperos de Nueva York citaron referencias a I and I  y Bob Marley en la canción Effort How We Gonna Make the Black Nation Rise? por Brother D y The Colective. A partir de 1985, algunos de los grupos más comerciales de la escena del rap, Run-D.M.C. y The Fat Boys, incorporaron el reggae a su trabajo. La canción Roots, Rap, Reggae de Run–DMC de su álbum King of Rock (1985) es una de las primeras canciones de rap que presenta vínculos explícitos entre el hip-hop y el reggae. El álbum Criminal Minded (1987) del rapero Scott La Rock presenta riddims clásicos del reggae, mientras que KRS-One toma prestadas melodías dancehall para sus versos y mezcla sus rimas con elementos del patois jamaicano. Al hacerlo, se introdujeron numerosas referencias al reggae en el vocabulario del hip-hop.

## Historia
El primer artista que creó definitivamente un género fusión entre raggamuffin y rap fue Shinehead (Edmund Carl Aitken), un DJ de origen jamaicano nacido en Gran Bretaña y radicado en Nueva York. El sencillo Who the Cap Fit , incluido originalmente en el álbum Rough and Rugged (1986)es el primer ejemplo de rap raggamuffin, junto a otros temas del álbum. En la música de Shinehead, el dancehall, reggae y el hip-hop supieron casarse y entrar en conversación a nivel rítmico, y es así como el rap afroamericano y el brindis en patois jamaicano encuentran un punto de intersección. Sin embargo, la invención del género a menudo se atribuye al DJ jamaicano de dancehall, ragga Daddy Freddy, quien sin embargo llegó cronológicamente un año después; En 1987, Freddy se mudó al Reino Unido, donde firmó un contrato con el sello Music of Life y comenzó a trabajar con el productor y rapero británico Asher D. Gracias a esta colaboración, también creó un ejemplo de fusión entre la música dancehall, ragga y hip-hop. En 1987, Daddy Freddy lanzó el álbum Ragamuffin Hip-Hop con Asher D, un trabajo que mezcló los dos géneros y que le permitió alcanzar el éxito internacional. Shinhead, Asher D y Daddy Freddy contribuyeron así a establecer un nuevo estilo que se difundiría en los años 1990. Aunque Shinhead los precedió en un año, Ragamuffin Hip-Hop a menudo se le atribuye como el primer álbum de rap raggamuffin. De hecho, el álbum debut de Shinhead no es muy conocido, principalmente porque fue lanzado por un pequeño sello discográfico independiente, African Love Music, y recibió poco apoyo. Su primer álbum oficial fue lanzado por el sello Elektra Records en 1988, contenía varios temas de su anterior álbum Rough and Rugged, incluido Who the Cap Fit y otros temas de fusión entre ambos géneros.
Otros artistas mezclaron luego rap y dancehall ragga, Boogie Down Productions con Stop the Violence (1988) o incluso ciertos títulos de Heavy D. Este nuevo estilo resonó en varias bandas con sede en Brooklyn como Das EFX y Fu-Schnickens en la década de 1990, así como Kris Kross y el rapero The D.O.C. o el productor Dr. Dre. Dado que Miami y Nueva York se encuentran entre las ciudades estadounidenses más afectadas por la inmigración jamaicana, no sorprende escuchar a 2 Live Crew hablar de punanny (en dialecto jamaicano esto significa genitales femeninos y hacer referencia a varios éxitos del dancehall en su canción Reggae Joint, 1989), pero también a producciones esenciales de la Costa Oeste como el álbum de Dr. Dre The Chronic (1992). The Chronic hace menciones del dialecto jamaicano y con influencias raggamuffin (como se puede escuchar en el coro de la canción Ghetto Boy cantada por Daz Dillinger).
Desde finales de la década de 1980, la música dancehall y ragga comenzó a experimentar un éxito internacional. Gracias al éxito de muchos DJ, este género ya no se limita al público jamaicano, sino que, como se mencionó anteriormente, también se abrió camino en la comunidad hip-hop de Estados Unidos, así como en Europa. El diálogo entre DJs y raperos de reggae se ve facilitado por los puntos de contacto entre Jamaica y los guetos de América del Norte. Esto permitió que el dancehall y ragga se extendiera entre las comunidades negras como una forma de música bailable, cosa que el reggae roots nunca había podido hacer.
Muchas obras de reggae han influido en varios DJ de hip-hop desde principios de la década de 1980 , pero a principios de la década de 1990 se produjo una ola de éxitos del dancehall que entraron en el redil del hip-hop, incluidos temas de Chaka Demus & Pliers, Shabba Ranks, Supercat, Cutty Ranks y Buju Banton. (muchos de los cuales introdujeron remezclas de rap en sus temas más conocidos). Muchos raperos comenzaron a incluir artistas de reggae en sus grabaciones: DJs de dancehall y ragga como Beenie Man, Capleton y Yellowman aparecieron repetidamente como invitados en los álbumes de varios artistas de rap estadounidenses. A principios de la década de 2000 , conocidos DJ jamaicanos de dancehall comenzaron a dominar las listas de hip-hop estadounidenses, incluidos Sean Paul, Beenie Man, Vybz Kartel, Sizzla y Elephant Man, y algunos de ellos incluso firmaron contratos con sellos discográficos de hip-hop  .
La unión del dancehall y el hip-hop permitió que la música jamaicana ganara importancia en la escena musical estadounidense, alcanzando un máximo histórico. Con la llegada de esta ola musical híbrida, los artistas de hip-hop comenzaron a reforzar las influencias del reggae en su música y jerga. Los centros con mayor concentración de inmigrantes jamaicanos, como Nueva York , conservan una fuerte escena dancehall. En consecuencia, la escena musical influenciada por el reggae, representada por artistas como Smif-n-Wessun (Cocoa Brovaz), Heltah Skeltah, Biggie Smalls, Busta Rhymes, A Tribe Called Quest, Black Star (especialmente Mos Def), Method Man, the Fugees y muchos otros (no todos ellos asociados con las Indias Occidentales) se inspira en su cultura, sus políticas antiimperialistas y proafricanas. Con los avances de la tecnología y la difusión de información que facilitan estos intercambios, el hip-hop y el reggae aún continúan manteniendo su conexión.

## Algunos artistas del género
- Asher D & Daddy Freddy
- Beenie Man
- Blake
- Capleton
- Chaka Demus & Pliers
- Cutty Ranks
- Elephant Man
- Lady Saw
- Mad Cobra[16]
- Mr. Vegas
- Sean Paul
- Shabba Ranks
- Shinehead
- Sizzla
- RAS
- Super Cat
- Vybz Kartel

## Temas, sencillos y LP destacados
| Tema               | Álbum            | Artista                 | Año  |
| ------------------ | ---------------- | ----------------------- | ---- |
| Who the Cap Fit    | Rough and Rugged | Shinehead               | 1986 |
| Stop the Violence  | Man & His Music  | Boogie Down Productions | 1988 |
| Roots, Rap, Reggae | King of Rock     | Run-D.M.C.              | 1985 |